# スギエダタケ
スギエダタケ（杉枝茸、学名: Strobilurus ohshimae)は、日本の針葉樹林（主にスギ林）の地面から生えるハラタケ目タマバリタケ科マツカサキノコ属に属する小型のキノコ（菌類）。傘は白色、柄は黄土色で微毛が生えているのが特徴。味が良い食用キノコとして定評がある。地方名に、スギナメタケ、アシアカ、スギッコ、スギノコなどがある。

## 分布・生態
日本特産の種と考えられている。晩秋から初冬にかけて子実体が発生し、暗く湿ったスギ林内の地面の朽ちた枝や葉の間に、群生か散生する。基部はスギの落枝につながる。
木材腐朽菌（腐生菌、腐生性）で、材の分解力が強く、朽ちかけたスギの落枝から栄養を吸収し子実体を発生させる。多くはスギであるが、スギ以外の針葉樹の落枝からも発生する。スギは外生菌根をつくらないため、スギ林では本種以外のキノコは非常に少く、他はスギヒラタケ（Pleurocybella porrigens）やシロアンズタケ（Gloeocantharellus pallidus）ぐらいで、本種は貴重。

## 形態
子実体は傘と柄からなる。傘径は1 - 5センチメートル (cm) 。はじめ丸山形で、のちに開いて扁平または中央が浅く窪んだ形になる。傘の表面は白色か灰白色で中央がやや濃くなり、陽の光が透けそうなほど透明感があり、表に細かい毛が密生している。傘裏のヒダは白色、やや疎らに配列し、柄に上生か離生する。傘肉は薄く、白色を帯び、ほのかな甘みがある。
柄は中空、高さは3 - 10 cm、太さ2 - 6ミリメートル (mm) で細長い。柄の表面は橙黄褐色から黄土色を呈し、軟骨質で、微毛が密に生えている。担子胞子は4.5 - 6.5 × 2 - 3マイクロメートル (μm) の楕円形をしている。胞子紋は白色から淡クリーム色。傘のシスチジアは長さ80 - 230 μm。

## 利用
可食。肉は薄いが上品な味で、初冬まで収穫できる。小型のキノコなのでボリュームがなく、量を採取するには労力が必要になる。柄を取り、下茹でをして下処理をしてから、すき焼き、鉄板焼き、バター炒め（炒め物）、茶碗蒸し、卵とじ、けんちん汁、すまし汁、オムレツ、炊き込みご飯、おろし和え、サラダなどに向く。